# Piper silvivagum
Piper silvivagum är en pepparväxtart som beskrevs av C. Dc.. Piper silvivagum ingår i släktet Piper och familjen pepparväxter. Inga underarter finns listade i Catalogue of Life.